# Raymund Ferdinand von Rabatta
Raymund Ferdinand von Rabatta (Gorizia, 4 febbraio 1669 – Passavia, 25 ottobre 1722) è stato un vescovo cattolico tedesco, vescovo di Passavia.

## Biografia
Raymund Ferdinand von Rabatta era figlio del nobile conte Rabatta, ciambellano imperiale e capo della polizia.
Avviato alla carriera ecclesiastica, nel 1688 entrò a far parte del capitolo della cattedrale di Passavia. Nel 1693 ricevette il suddiaconato e solo il 5 giugno 1700 prese gli ordini sacri.
Dal 1705 al 1708 fu parroco presso Hartkirchen. Il 18 gennaio 1713 venne prescelto dal capitolo di Passavia per assurgere alla carica di vescovo e successivamente, il 18 settembre di quello stesso anno, gli pervenne la conferma papale alla nomina. Tra le prime riforme da lui attuate, non va dimenticata la costruzione di un ospedale che egli costruì a proprie spese a partire dal 1714, non gravando così sulle casse della diocesi già molto malridotte all'epoca.
A differenza dei suoi predecessori, egli si concentrò sull'attività pastorale, sostenendo la missione popolare e la formazione sacerdotale. Egli portò avanti anche il popolamento della bassa foresta bavarese fondando la parrocchia di Breitenberg. Durante la propria reggenza fece anche costruire il nuovo palazzo vescovile di Passavia.
Alla sua morte, avvenuta il 25 ottobre 1722, venne sepolto nella cripta della cattedrale di Passavia.

## Genealogia episcopale
La genealogia episcopale è:
- Cardinale Guillaume d'Estouteville, O.S.B.Clun.
- Papa Sisto IV
- Papa Giulio II
- Cardinale Raffaele Riario
- Papa Leone X
- Papa Paolo III
- Cardinale Francesco Pisani
- Cardinale Alfonso Gesualdo
- Papa Clemente VIII
- Cardinale Pietro Aldobrandini
- Cardinale Laudivio Zacchia
- Cardinale Antonio Barberini, O.F.M.Cap.
- Cardinale Marcantonio Franciotti
- Cardinale Giambattista Spada
- Cardinale Carlo Pio di Savoia
- Vescovo Gianfrancesco Riccamonti, O.S.B.
- Cardinale Domenico Maria Corsi
- Cardinale Andrea Santacroce
- Arcivescovo Franz Ferdinand von Kuenburg
- Vescovo Raymund Ferdinand von Rabatta